# 나가이정 (야마가타현)
나가이정(長井町)은 야마가타현 니시오키타마군에 있던 정이다. 현재의 나가이시 중심부에 해당한다. 현재의 나가이시는 1954년 신설 합병으로 성립한 것으로, 본정과는 별개의 자치단체이다. 또한 나가이촌은 출범부터 폐지까지 병존한 별도의 자치단체다. 

## 역사
- 1889년 4월 1일 - 정촌제 시행에 의해 2촌의 구역을 가지고 성립하였다.
- 1954년 11월 15일 -  나가이촌, 도요다촌, 히라노촌, 니시네촌, 이사자와촌과 합병해 나가이시가 성립, 동일 나가이정은 폐지되었다.

## 교통

### 철도
- 일본국유철도
  - 나가이선 (현 야마가타 철도 플라워 나가이선)
    - 나가이역 1914년(다이쇼 3년) 11월 15일 개업

현재는 구 정내에 미나미나가이역, 아야메공원역이 있지만 당시에는 미개통 상태였다.

### 도로
- 나가이 가도 국도 제287호선

### 참고문헌
- 角川日本地名大辞典 6 山形県